# 송현배수지 제수변실
송현배수지 제수변실(松現配水池 制水弁室)은 인천광역시 동구 송현동에 있는 제수변실이다. 제수변실은 배수지에서 배수관의 단수 및 유압조절기능을 담당하는 제수밸브를 보호하는 시설물이다. 2003년 10월 27일 인천광역시의 문화재자료 제23호로 지정되었다.

## 개요
송현배수지는 인천 최초로의 상수도 시설이자 도시계획 시설로 1905년 중도(中島)박사에 의해 경인수도 설계가 완성됨에 따라 1906년 11월 착공하여 1908년 준공되었다. 또한 1910년 10월 노량진 수원지 정수시설이 준공되어 동년 12월 급수를 하기 시작하였다.
송현배수지는 표고 56.8m에 위치하고 있으며 규모는 부지면적 36,780m2, 5,000m2로 저수조 3개를 갖추고 있다. 현존하는 배수지 건물로는 제수변실과 23단의 화강석으로 된 장대석 계단과 철제 정문이 있고 정문은 화강석 초반 위에 콘크리트 기둥을 심고 4각 모양과 둥근 화강석의 주두로 이루어져 있다. 제수변실은 배수지에서 배수관의 단수 및 유압조절기능을 담당하는 제수밸브를 보호하는 시설물로써 원통형이며 일체식 무근 콘크리트 구조로 되어있다.

## 참고 자료
- 송현배수지 제수변실 - 국가유산청 국가유산포털